# Spertendorf
Spertendorf ist ein Ortsteil der Gemeinde Kirchberg in Tirol mit etwa 700 Einwohnern. Er liegt nordwestlich des heutigen Dorfzentrums. Es handelt sich um die älteste Besiedlung im Gemeindegebiet von Kirchberg.

## Geschichte
Der Name Sperten, was so viel wie Ort am Tannenbach bedeutet, ist keltischen Ursprungs und geht aus der jüngeren Bronzezeit (1100 – 900 v. Chr.) hervor. Der Tannenbach war vermutlich die heutige Aschauer Ache, an dessen Ufer sich Tannen befanden, es könnte sich aber auch um einen kleineren Fluss (z. B. Schleicherbach) gehandelt haben. Nähere geschichtlich geografische Informationen lassen sich darüber nicht finden.
1241 wird erstmals Sperten unterm Chirchperg erwähnt. Im Jahre 1333 spricht man von der "Gemeinschaft und gemeiniklichen allen Pfarrvolk von Sperten". Darunter verstand man das heutige Gemeindegebiet, es war aber noch gar keine größere Siedlung am Kirchberge vorhanden. In einem Dokument fand man die Auskunft über ein "Gut zu Lackhen", was für eine Messenstiftung gekauft wurde. Dazumal gab es eben nur das Dorf Sperten mit wenigen Häusern und Einwohnern.
1332 erwähnte man ein Gotteshaus zum heiligen Michael auf dem Chirchperg, 1357 wurde wieder ein Gotteshaus zu Sperten genannt. Die Begriffe Kirchberg und Sperten wechselten sich daher häufig ab. 1478 und 1481 fand man letztlich die Bezeichnung „Sperten unterm Kirchberg“.

## Geografie
Der Ortsteil Sperten liegt direkt auf der Talwasserscheide Brixental – Leukental auf etwa 835 m Seehöhe. Westlich des Ortes fließt der Schleicherbach Richtung Brixen im Thale, östlich davon fließt der Sonnberggraben, der in die entgegengesetzte Richtung fließt und die Aschauer Ache speist.
Diese Talwasserscheide ist eine in den drei Tälern (Sölllandl, Wildschönau und Brixental), die sehr schwer erklärt werden kann. Die Talfluchten verlaufen zwar von Westen nach Osten, die Flüsse aber durchbrechen die vorhergehenden Bergketten und entwässern heute nach Norden. Des Weiteren fällt das Brixental von Kirchberg bis Hopfgarten gänzlich in die Schiefer der Grauwackenzone. Dabei spielt die Tektonik möglicherweise eine größere Rolle. Auch die Triaskalke am Gaisberg sind sehr auffällig. Außerdem ist das Gestein der Schieferzonen sehr leicht abtragbar und kann von Wasser leicht geschliffen werden. Letztlich haben auch noch die Gletscher zur Talformung beigetragen.
Ursprünglich würde die Brixentaler Ache Richtung Kirchberg in Tirol, über Reith bei Kitzbühel, Going nach St. Johann fließen, da damals der Gletscherast von den Hohen Tauern Richtung Norden entwässerte. Außerdem staute ein Gletschervorstoß vor etwa 15.000 Jahren aus der Windau die Brixentaler Ache auf, sodass diese in Kirchberg die Aschauer Ache speiste. Eine genauere Untersuchung zeigte jedoch, dass die Ansiedlung von Kirchberg die Talwasserscheide beeinträchtige und formte.

## Wirtschaft und Infrastruktur
In Spertendorf spielt nach wie vor die Landwirtschaft eine große Rolle. Des Weiteren befinden sich hier einige Hotels, Pensionen, Gaststätten und Handwerksbetriebe.